# Tappan Zee
Tappan Zee, auch Tappan Sea oder Tappaan Zee geschrieben, ist eine natürliche Verbreiterung des Hudson River mit bis zu einer Breite von etwa 4,8 km im Südosten des Bundesstaates New York in den Vereinigten Staaten. Der Name leitet sich vom „Tappan“-Indianerstamm der Lenni Lenape (Delawaren) und dem niederländischen Wort zee ab, das „Meer“ bedeutet. Der Tappan Zee befindet sich rund 32 Kilometer nördlich von Midtown Manhattan in New York City.
Der Tappan Zee erstreckt sich etwa 16 km (10,5 Meilen) entlang der Grenze zwischen den Countys Rockland und Westchester flussabwärts zwischen den Gemeinden Croton-on-Hudson im Norden und Irvington sowie Dobbs Ferry im Süden. Das Westufer ist von den steilen und hohen Klippen der Palisades geprägt, hinter denen sich die Naturparks „Rockland Lake State Park“, „Hook Mountain State Park“, „Nyack Beach State Park“ und „Tallman Mountain State Park“ befinden. Am Westufer liegen des Weiteren die Orte Nyack, Upper Nyack, South Nyack und Piermont. Am Ostufer befinden sich die Orte Tarrytown, Sleepy Hollow und Ossining, letztere bekannt durch das Gefängnis Sing-Sing. In Sleepy Hollow liegt der durch den Autor Washington Irving bekannte Friedhof Sleepy Hollow Cemetery.
Zwischen Nyack und Tarrytown wird der Tappan Zee von der Doppel-Schrägseilbrücke Tappan Zee Bridge überspannt. Über die rund fünf Kilometer lange Brücke führen die Fernstraßen Interstate 87 und Interstate 287.
Der englische Seefahrer und Entdecker Henry Hudson erreichte am 14. September 1609 bei einer seinen Erkundungsfahrten im Auftrag der Niederländischen Ostindien-Kompanie den Tappan Zee. Hudson glaubte zunächst, dass die Verbreiterung des Flusses die damals gesuchte Nordwestpassage ist, bis er in der Nähe des heutigen Troy erkannte, dass es hier keine Meerenge gibt.